# Sydney Sturgess
Dorothy Anna "Sydney" Sturgess (5 de marzo de 1915 - 30 de septiembre de 1999) fue una actriz canadiense.

## Biografía
Nacida en Ipoh, Malasia, Sturgess era la mayor de cuatro hermanos, y su padre fue un ingeniero civil que fue destinado a lugares remotos, motivo por el cual la familia viajaba frecuentemente. Uno de sus bisabuelos era Edward Palmer, Queen’s Counsel de la Isla del Príncipe Eduardo, y también uno de los padres de la Confederación del país. 
La mayor parte de su adolescencia la pasó en la escuela de St. Stephen en Folkestone, Inglaterra. Estudió interpretación en Inglaterra, y también aprendió en el London College of Music. Tras graduarse se unió a los Arthur Brough Players en Folkestone, primero como estudiante y después como actriz. 
Sturgess actuó en varias compañías inglesas de teatro de repertorio, con las que ganó una amplia experiencia como actriz. Conoció a Barry Morse en Peterborough el 3 de enero de 1939. Morse y Sturgess se casaron el 26 de marzo de 1939. Sus dos hijos, los actores Hayward Morse y Melanie Morse MacQuarrie, nacieron en 1947 y 1945, respectivamente. La familia emigró a Canadá en 1951, donde Sydney disfrutó de varias temporadas teatrales de éxito en el Mountain Playhouse de Montreal, así como de trabajo radiofónico y como profesora. Posteriormente, en 1953, con el advenimiento de la televisión, se mudaron a Toronto. 
El trabajo teatral de Sturgess abarcó más de cincuenta años de representaciones, con producciones en el teatro del West End londinense como The First Mrs. Fraser, y en el teatro de Broadway como Hadrian VII, con Morse y Alec McCowen. Fue también conocida por su participación en el Festival Stratford de Canadá.    
Sus interpretaciones abarcaron una gran gama de registros, sirviendo como ejemplo sus trabajos en el Jupiter Theatre con Relative Values, The Potting Shed en el Crest Theatre, y con los Canadian Players en Romeo y Julieta y Pigmalión. También trabajó en la obra de George Bernard Shaw Man and Superman, fue "Mrs. Darling" en Peter Pan, y participó probablemente en más producciones de Charley's Aunt que cualquier otra actriz.
En 1958 ella escribió y produjo su propia serie radiofónica para la Canadian Broadcasting Corporation llamada Poet's Corner. También actuó en televisión como Catalina de Médici en la serie Patrick Watson's series, Witness To Yesterday, y en el papel titular de la obra de George Bernard Shaw Catalina La Grande. Además, fue la "Countess of Brocklehurst" en la producción The Admirable Crighton representada en el Festival Shaw Festival, actuó en A Day in the Death of Joe Egg en el Manitoba Theatre Center, y fue "Mrs. Higgins" en otra representación de Pigmalión en el Nottingham Playhouse, en Inglaterra. 
Aparte de su trabajo teatral y televisivo, la actriz intervino de manera ocasional en el cine.
A Sydney le diagnosticaron una enfermedad de Parkinson en 1985, falleciendo a causa de la misma en 1999, en Toronto, Canadá. 